# Parada Warszawy
Parada Warszawy (tytuł alternatywny: Parada Gwiazd Warszawy) – polski, czarno-biały film fabularny z 1937 roku. Do naszych czasów zachowało się ok. 20 minut.
Film jest składanką numerów kabaretowych i rewiowych z udziałem najpopularniejszych gwiazd przedwojennej Polski.